# Secretaría de Culto
La Secretaría de Culto y Civilización de Argentina es una secretaría dependiente del Ministerio de Relaciones Exteriores, Comercio Internacional y Culto del Poder Ejecutivo Nacional.
Sus funciones son atender las relaciones de Argentina con la Santa Sede y la Orden de Malta así como las relaciones con las diversas comunidades religiosas y la con la Iglesia católica.
A partir de la asunción de Nahuel Sotelo como titular la secretaría pasa a llamarse de Culto y Civilización con el fin de promover y difundir la política internacional del gobierno contra la Agenda 2030 y a favor de políticas conservadoras y reaccionarias.

## Creación
Fue creada en 1990 bajo la denominación «Subsecretaría de Culto»; y en 1991 adquirió rango de secretaría.
En 1998 fue transferida a la Presidencia de la Nación y en 1999 regresó al Ministerio de Relaciones Exteriores, Comercio Internacional y Culto.

## Organización
La secretaría está constituida por:
- la Dirección Nacional de Culto Católico;
- la Dirección Nacional del Registro Nacional de Cultos; y
- la Dirección Nacional de Asuntos de Culto.

## Titulares
| Secretario          | Período                 | Período                 | Ministro                                             | Presidente                     |
| Secretario          | Inicio                  | Final                   | Ministro                                             | Presidente                     |
| ------------------- | ----------------------- | ----------------------- | ---------------------------------------------------- | ------------------------------ |
| Norberto Padilla    | 13 de diciembre de 1999 | 9 de enero de 2002      | Carlos Ruckauf                                       | Fernando de la Rúa             |
| Guillermo Oliveri   | 29 de mayo de 2003      | 12 de diciembre de 2007 | Jorge Taiana (2005-2010) Héctor Timerman (2010-2015) | Néstor Kirchner                |
| Guillermo Oliveri   | 12 de diciembre de 2007 | 10 de diciembre de 2011 | Jorge Taiana (2005-2010) Héctor Timerman (2010-2015) | Cristina Fernández de Kirchner |
| Guillermo Oliveri   | 10 de diciembre de 2011 | 10 de diciembre de 2015 | Jorge Taiana (2005-2010) Héctor Timerman (2010-2015) | Cristina Fernández de Kirchner |
| Santiago de Estrada | 10 de diciembre de 2015 | 3 de agosto de 2018     | Jorge Faurie                                         | Mauricio Macri                 |
| Alfredo Abriani     | 3 de agosto de 2018     | 10 de diciembre de 2019 | Jorge Faurie                                         | Mauricio Macri                 |
| Guillermo Oliveri   | 10 de diciembre de 2019 | 10 de diciembre de 2023 | Felipe Solá (2019-2021) Santiago Cafiero (2021-2023) | Alberto Fernández              |
| Francisco Sánchez   | 16 de enero de 2024     | 14 de agosto de 2024    | Gerardo Werthein (2024 - presente)                   | Javier Milei                   |
| Nahuel Sotelo       | 14 de agosto de 2024    | En el cargo             | Gerardo Werthein (2024 - presente)                   | Javier Milei                   |